# خلیج بوشهر
خلیج بوشهر خلیجی کوچک در حاشیه شمالی خلیج فارس در مقابل بوشهر در استان بوشهر است. جزیره‌های عباسک، نگین، صدف و صدرا در این خلیج قرار دارند.